# Laureana Wright de Kleinhans
Laureana Wright de Kleinhans (1846-1896) (também conhecida como Laurena) foi uma escritora mexicana e pioneira feminista. Seus escritos sobre o papel das mulheres foram revolucionários para o seu tempo. Sua revista, Violetas del Anáhuac, em 1887, mudou o paradigma ao promover como ideologia central da revista o ideal feminino de uma esposa e mãe culta e educada. A publicação promoveu a educação feminina e insistiu que a igualdade intelectual entre homens e mulheres era o meio de emancipação. Ela foi uma das primeiras teóricas feministas do México, pedindo às mulheres que questionassem seu papel na sociedade e as condições em que viviam. Ela cobriu temas como educação, sufrágio feminino e igualdade legal entre homens e mulheres. Ela escreveu poesia patriótica e atuou como presidente da Sociedade Espírita Central do México, à qual ingressou porque um de seus princípios sustentava que homens e mulheres tinham inteligência igual.

## Biografia

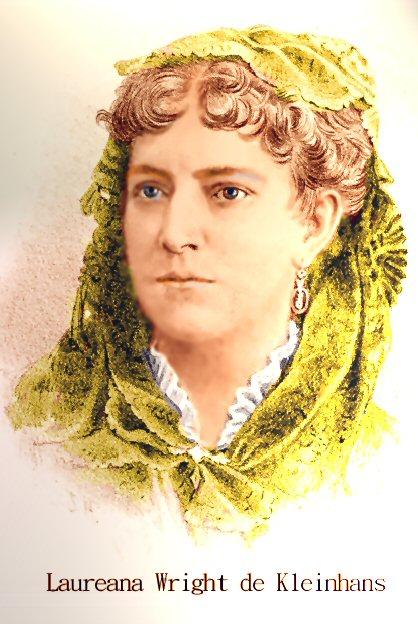
Poetisa mexicana

Laureana Wright González nasceu em 4 de julho de 1846 em Taxco, Guerrero, México, filha de pai americano James Wright e sua esposa guerrerana, Eulalia González. A família se mudou para a Cidade do México, para melhores oportunidades econômicas quando Laureana era criança e lá aprendeu espanhol, inglês e francês. Desde os dezesseis anos, estudou literatura, filosofia e história com professores como Ignacio Ramírez, Ignacio Manuel Altamirano, Francisco Pimentel e José María Vigil e, em 1865, começou a escrever poesia patriótica.
Em 1868, ela se casou com Sebastian Kleinhans, com quem teve uma filha, Margaret. Ela se divorciou um ano após o casamento e dedicou seu tempo à escrita. Laureana foi uma das primeiras escritoras mexicanos a expressar que as mulheres deveriam ter voz pública e ser educadas. Ela postulou que, mantendo-se as mulheres ignorantes, elas não eram tratadas melhor que a propriedade. Ela discutiu os impactos sociais da desigualdade e a falta de disposições legais, o que levava à subjugação das mulheres. Foi jornalista de publicações como El Monitor Republicano, El Bien Público e El álbum de la mujer. Apesar de sua amizade com Delfina Ortega Diaz, a primeira esposa do presidente, ela quase foi expulsa do país por sua colaboração com o Diario del Hogar, criticando a política trabalhista do presidente Porfirio Diaz.
Em 1869, ela foi admitida como membro honorário da Sociedade de Nezahualcoyotl, a pedido de seus fundadores, Manuel Acuña e Gerardo M. Silva. Ingressou na sociedade científica El Porvenir em 1872, onde publicou vários de seus poemas. Em 1873, foi nomeada membro do Liceo Hidalgo, uma sociedade literária na qual quase todos os intelectuais do México se reuniram, a pedido de Ignacio Ramírez e Francisco Pimentel. Em 1885, de Kleinhans tornou-se membro do Liceo Mexicano, bem como do Liceo Altamirano de Oaxaca. Naquela época, quase todas as sociedades literárias eram dominadas por homens. Para que as mulheres tivessem uma voz pública, achavam que era imperativo falar no estilo educado dos homens; assim, Laureana buscava associações que lhe dariam posição literária.
Em 1884, fundou e dirigiu a revista Violetas del Anáhuac; "Anáhuac" é uma palavra asteca para a área geográfica em torno da Cidade do México. Em 1887, ela fundou o jornal Mujeres de Anáhuac. Violetas era uma revista revolucionária para a época; em vez de promover a cultura da domesticidade, o objetivo da revista era promover a educação feminina e afirmar que homens e mulheres eram intelectualmente iguais. Para trazer à casa o ponto de que as mulheres eram capazes de realizações notáveis, a revista coletou e imprimiu biografias de mulheres mexicanas, incluindo mexicanas notáveis tais como a irmã Juana Inés de la Cruz e a segunda esposa do presidente mexicano Porfirio Díaz, Carmen Romero Rubio de Díaz. Também incluiu as histórias de 29 mulheres indígenas, o que foi uma ruptura definitiva das histórias típicas eurocêntricas escritas na época.
Embora Laureana não acreditasse no espiritismo quando o conheceu pela primeira vez e o denunciou no Violetas del Anáhuac, ela se tornou seguidora de Allan Kardec por acreditar que homens e mulheres tinham inteligência igual. Ela acabou sendo uma seguidora fervorosa do espiritismo kardeciano e tornou-se vice-presidente da Sociedade Espírita do México, e posteriormente presidente. Ela também explorou a Maçonaria, que no século XIX estava sendo anunciada como um meio de remover as influências da Igreja Católica. Ela finalmente rejeitou a organização porque eles se recusaram a reconhecer a igualdade de homens e mulheres e, de fato, tinham um juramento de iniciação que declarava "nunca admitir em suas fileiras um cego, um louco ou uma mulher".
Ela morreu em 22 de setembro de 1896 na Cidade do México.
Mujeres notables mexicanas (1910) foi lançado postumamente. É um trabalho importante, pois é uma coleção das biografias que Laureana havia reunido de distintas mulheres mexicanas. Ele contém 116 biografias, começando com assuntos pré-conquista e se estendendo até a segunda metade do século XIX. Foi um dos poucos livros que incluiu as mulheres como parte da história do México antes do século XX.

## Obras selecionadas

### Poemas
- "A Cuba"
- "El 5 de mayo de 1862"

### Livros
- Violetas del Anáhuac: periódico literario: redactado por señoras (1888) Disponível na Biblioteca Nacional de Mexico (OCLC #651191638)
- La emancipación de la Mujer por medio del estudio Imprenta nueva: Mexico (1891)
- Educación errónea de la mujer y medios prácticos para correjirla Imprenta nueva: Mexico (1892)
- Mujeres notables mexicanas Tipografía económica: Mexico (1910)